# Telepódromos
Telepódromos es una red de locales especializados para la transmisión y venta de apuestas hípicas de los hipódromos del Perú. La administración de esta red está a cargo del Jockey Club del Perú. 
Actualmente Telepódromos cuenta con 101 locales en el Perú. En estos locales, el público puede apostar en las distintas carreras sin la necesidad de asistir a los hipódromos. Además existe un canal de televisión, Monterrico TV, en que se transmiten las carreras.

## Apuestas
El sistema de apuestas tiene montos mínimos de acuerdo a las categorías. Si se apuesta a un solo caballo en una carrera particular, se debe apostar por uno de los tres primeros lugares; si se apuesta por dos o por tres, existe la opción de intentar acertar los lugares que obtendrá cada uno (siempre los primeros), o solo a que esos animales obtendrán los primeros puestos. Para las apuestas que incluyen más de una carrera, existen diversas modalidades, fijadas por los jockey clubes.